# Villamuera de la Cueza
Villamuera de la Cueza is een gemeente in de Spaanse provincie Palencia in de regio Castilië en León met een oppervlakte van 25,18 km². Villamuera de la Cueza telt 47 inwoners (1 januari 2016).

## Demografische ontwikkeling
Bron: INE, 1857-2011: volkstellingen